# 카우나스구

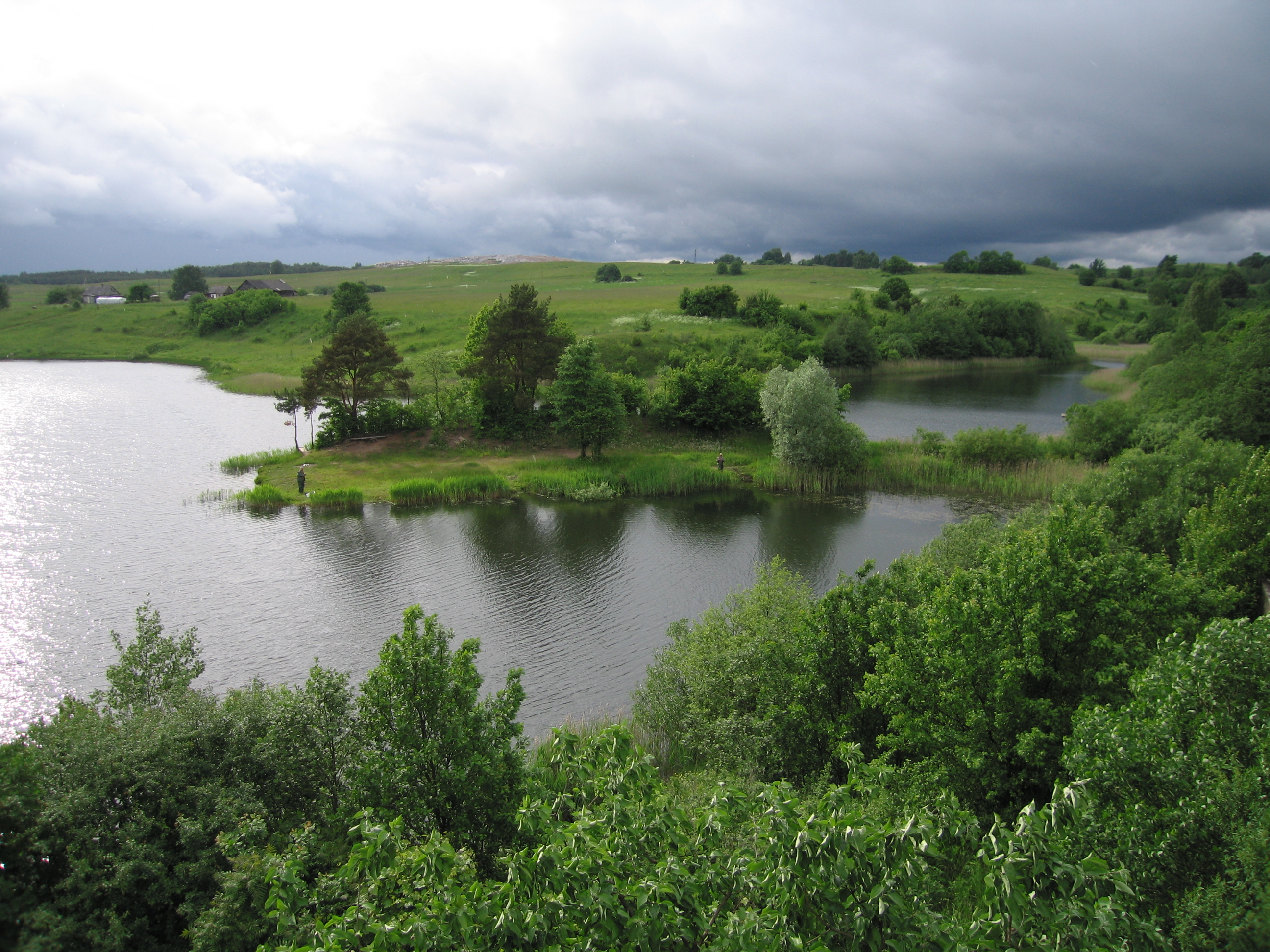
카우나스구 렙시슈캬이 마을

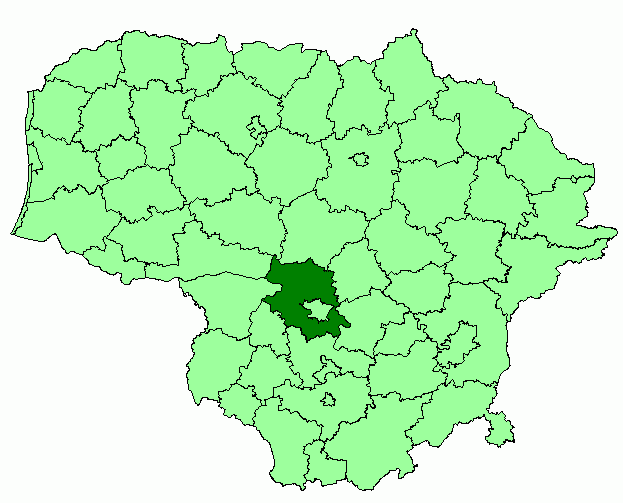
카우나스구의 위치

카우나스구(리투아니아어: Kauno rajono savivaldybė)는 리투아니아 카우나스주를 구성하는 8개 지방 자치체 가운데 하나로 행정 중심지는 카우나스이며 면적은 1,495km2, 인구는 88,396명(2015년 기준), 인구 밀도는 59.1명/km2이다. 이름과는 달리 카우나스는 별도의 지방 자치체로 존재하며 25개 장로구를 관할한다. 카우나스시 전체를 둘러싸고 있으며 카우나스주 라세이냐이구, 케다이냐이구, 요나바구, 카이샤도리스구, 프리에나이구, 마리얌폴레주 카즐루루다시, 샤캬이구, 타우라게주 유르바르카스구와 접한다.

지방 자치체 문장